# Płonne (gmina)
Płonne (od 1940 de facto Radomin) – dawna gmina wiejska istniejąca de facto do 1940 roku, de jure do 1954 roku. Nazwa gminy pochodzi od wsi Płonne, lecz siedzibą gminy był Radomin.
Gmina zbiorowa Płonne powstała w 1867 roku w powiecie rypińskim w guberni płockiej. W okresie międzywojennym gmina Sokołowo należała do powiatu rypińskiego w woj. warszawskim. 1 kwietnia 1938 gminę wraz z całym powiatem rypińskim przeniesiono do woj. pomorskiego.
24 października 1940 gminę Płonne zniesiono, przekształcając ją w gminę Radomin (Reddemin).
Po wojnie, dekretem PKWN z 21 sierpnia 1944 o trybie powołania władz administracji ogólnej I i II instancji, uchylono wszelkie zmiany w podziale administracyjnym państwa wprowadzone przez okupanta (art. 11). Jednak zmiany w podziale administracyjnym powiatu rypińskiego wprowadzone podczas wojny utrzymywały się w praktyce także po wojnie. 
Było to praktykowane do tego stopnia, że Wojewoda Pomorski wydał 22 kwietnia 1950 specjalne ogłoszenie informujące o powróceniu do stanu administracyjnego z 1 września 1939. Tak więc przedwojenna gmina Płonne winna funkcjonować de iure także po wojnie, choć w praktyce nadal stosowano zarówno nazewnictwo jak i skład gmin wprowadzony przez okupanta. Na przykład, GUS-owski oficjalny Wykaz Gromad Polskiej Rzeczypospolitej Ludowej według stanu z dnia 1.VII 1952 r. dalej wylicza gminę Radomin w miejsce gminy Płonne. Podobnie było nawet w wydawnictwach wojewódzkich, np. w Dzienniku Urzędowym Wojewódzkiej Rady Narodowej w Bydgoszczy z 1954 w opisie gmin i gromad podlegających transformacji w związku z reformą administracyjną państwa. Brak konsensusu trwał do jesieni 1954, kiedy to formalnie zniesiono gminy wiejskie w miejsce gromad.
Dopiero gmina utworzona w 1973 roku nazywa się formalnie Radomin.